# Championnat d'Irlande du Nord de football 1999-2000
Navigation
Édition précédente Édition suivante
Le 98e Championnat d'Irlande du Nord de football se déroule en 1999-2000. Linfield FC remporte son quarante-troisième titre de champion d’Irlande du Nord avec dix-huit points d’avance sur le deuxième Coleraine FC. Glenavon FC, complète le podium.  C’est le plus gros écart jamais enregistré entre le champion et son dauphin.
Les équipes jouent en tout 36 matchs. Elles affrontent donc tous leurs adversaires quatre fois, deux fois à domicile et deux fois à l’extérieur.
Un système de promotion/relégation reste en place. En fin de saison le dernier de première division est remplacé par le premier de deuxième division. Distillery FC descend et est remplacé par Omagh Town.
L’avant dernier de première division rencontre en match de barrage aller-retour le deuxième de deuxième division. Pour la deuxième année consécutive, Cliftonville FC bat Ards FC et se maintient dans l’élite.
Avec 29 buts marqués en 36 matchs,  Vinny Arkins  de Portadown FC remporte pour la troisième fois consécutive le titre de meilleur buteur de la compétition.

## Les 10 clubs participants
| Club             | Stade                 | Capacité | Ville     |
| ---------------- | --------------------- | -------- | --------- |
| Ballymena United | The Showgrounds       | 7 500    | Ballymena |
| Cliftonville FC  | Solitude              | 7 200    | Belfast   |
| Coleraine FC     | The Showgrounds       | 6 600    | Coleraine |
| Crusaders FC     | Seaview               | 9 100    | Belfast   |
| Distillery FC    | New Grosvenor Stadium | 8 000    | Lisburn   |
| Glenavon FC      | Mourneview Park       | 7 300    | Lurgan    |
| Glentoran FC     | The Oval              | 14 100   | Belfast   |
| Linfield FC      | Windsor Park          | 20 500   | Belfast   |
| Newry Town       | The Showgrounds       | 6 500    | Newry     |
| Portadown FC     | Shamrock Park         | 5 800    | Portadown |

## Compétition

### Classement
Le classement est établi sur le barème de points classique (victoire à 3 points, match nul à 1, défaite à 0).
| Rang | Équipe           | Pts | J  | G  | N  | P  | Bp | Bc | Diff |
| ---- | ---------------- | --- | -- | -- | -- | -- | -- | -- | ---- |
| 1    | Linfield FC      | 79  | 36 | 24 | 7  | 5  | 67 | 30 | +37  |
| 2    | Coleraine FC     | 61  | 36 | 18 | 7  | 11 | 64 | 42 | +22  |
| 3    | Glenavon FC      | 61  | 36 | 17 | 10 | 9  | 55 | 34 | +21  |
| 4    | Glentoran FC T C | 61  | 36 | 18 | 7  | 11 | 59 | 51 | +8   |
| 5    | Portadown FC     | 52  | 36 | 15 | 7  | 14 | 64 | 62 | +2   |
| 6    | Newry Town       | 40  | 36 | 11 | 7  | 18 | 44 | 58 | -14  |
| 7    | Crusaders FC     | 40  | 36 | 9  | 13 | 14 | 41 | 55 | -14  |
| 8    | Ballymena United | 34  | 36 | 6  | 16 | 14 | 45 | 62 | -17  |
| 9    | Cliftonville FC  | 34  | 36 | 7  | 13 | 16 | 38 | 59 | -21  |
| 10   | Distillery FC    | 32  | 36 | 9  | 5  | 22 | 39 | 63 | -24  |

| Légende : Qualifications et relégations | Légende : Qualifications et relégations                                      |
| --------------------------------------- | ---------------------------------------------------------------------------- |
|                                         | Ligue des champions de l'UEFA 2000-2001                                      |
|                                         | Coupe UEFA 2000-2001                                                         |
|                                         | Relégation en deuxième division                                              |
|                                         | Barrage de relégation contre le deuxième de D2                               |
|                                         | T : Tenant du titre C : Vainqueurs de la Coupe d'Irlande du Nord de football |

### Matchs de barrages
|  | Cliftonville FC | 1-0 et 2-0 | Ards FC |  |  |
|  |                 |            |         |  |  |

## Bilan de la saison
| Tableau d'Honneur                         |              |
| Compétition                               | Vainqueur    |
| Championnat d'Irlande du Nord de football | Linfield FC  |
| Coupe d'Irlande du Nord de football       | Glentoran FC |

| Promotions et relégations |               |
| Relégués                  | Distillery FC |
| Promus                    | Omagh Town    |

## Statistiques

### Meilleur buteur
1. Vinny Arkins, Portadown FC, 29 buts